# 農林水産省
農林水産省（のうりんすいさんしょう、英: Ministry of Agriculture, Forestry and Fisheries、略称: MAFF）は、日本の行政機関のひとつ。食料の安定供給、農林水産業の発展、森林保全、水産資源の管理等を所管する。日本語略称・通称は、農水省（のうすいしょう）。

## 概説
国家行政組織法第3条第2項および農林水産省設置法第2条第1項に基づき設置されている。農林水産省設置法により、「農林水産省は、食料の安定供給の確保、農林水産業の発展、農林漁業者の福祉の増進、農山漁村および中山間地域等の振興、農業の多面にわたる機能の発揮、森林の保続培養および森林生産力の増進ならびに水産資源の適切な保存および管理を図ることを任務とする」（第3条）と規定されている。農業、畜産業、林業、水産業をはじめ、食料の安全・安定供給、農村の振興などを所管する。広義の「食」の安全については、農水省消費・安全局も関与しているが、狭義の「食品」の安全については、厚生労働省（医薬食品局）が所管している。競馬の監督官庁でもあり、競走名に「農林水産省賞典」がつく中央競馬の重賞競走がある。地方競馬の場合は農林水産大臣賞典となる。国営競馬時代には競馬部が競馬を主催したこともある。
農林水産大臣を長とし、内部部局として大臣官房、消費・安全局、食料産業局、生産局、経営局および農村振興局ならびに政策統括官を置くほか、審議会等として農業資材審議会、食料・農業・農村政策審議会、獣医事審議会、農林漁業保険審査会および農林物資規格調査会を、施設等機関として植物防疫所、動物検疫所および那覇植物防疫事務所並びに動物医薬品検査所、農林水産研修所および農林水産政策研究所 を、特別の機関として農林水産技術会議、食育推進会議および農林水産物・食品輸出本部を、地方支分部局として沖縄を除いた全国を分轄する形で、7つの地方農政局と北海道農政事務所を設置する。地方農政局と北海道農政事務所の下にはそれらの一部事務を分掌する出先機関として計81人の地方参事官、農業水利や土地改良をつかさどる事務所および計45の事業所が置かれている。
設置当初は、農林省（のうりんしょう）という名称だったが、200海里水域問題など種々の問題で水産行政の重要性が高まりつつあったため、1978年7月5日に現在の省名に改められた。

## 沿革
出典:
- 1881（明治14）年4月7日 - 農商務省が設置される。
- 1925（大正14）年4月1日 - 農商務省が分割されて、農林省（第1次）と商工省（第1次）になる。
- 1943（昭和18）年11月1日 - 農林省（第1次）が廃止され、商工省の一部事務を引き継いで農商省が設置される。なお、同時に商工省を廃止して、軍需省が設置される。
- 1945（昭和20）年8月26日 - 農商省が農林省（第2次）となり[注釈 2]、軍需省が商工省（第2次）となる[注釈 3]。

外局の馬政局は農林省畜産局馬産課設置に伴い、廃止。
- 1946年10月19日 - 自作農創設特別措置法[7]、自作農創設特別措置特別会計法が公布。小作制度が廃止され、地主が所有し小作人から地代を取得していた小作地は自作農創設特別措置法3条の規定に基づき買収され農林省が土地所有者として登記されるなどしたのち、小作人に売却されるという農地改革が行われた。
- 1948年7月1日 - 水産庁設置法（昭和23年7月1日法律第78号）により水産庁が設置される。
- 1949年6月1日 - 農林省官制（昭和18年勅令第821号）等に基づく農林省が廃止され、農林省設置法（昭和24年法律第153号）に基づく農林省となる。食糧庁と林野庁が設置される。
- 1963年1月20日 - 農林省設置法の一部を改正する法律（昭和38年1月16日法律第1号）により水産庁設置法（昭和23年7月1日法律第78号）が廃止され、水産庁の設置規定は、農林省設置法に規定された。
- 1968（昭和43）年6月 - 蚕糸局、園芸局を統合し蚕糸園芸局を設置。食糧庁の業務第二部を廃止。
- 1972年12月 - 農地局、農政局、蚕糸園芸局を再編し、構造改善局、農蚕園芸局、食品流通局を設置。1官房5局（大臣官房、農林経済局、構造改善局、農蚕園芸局、畜産局、食品流通局）体制となる。
- 1978（昭和53）年7月5日 - 排他的経済水域200海里時代を迎え、日本にとって水産行政の重要性が高まったことから[8]、農林省が農林水産省に改称される。農林経済局は経済局に改称。
- 1995年11月 - 養蚕業の不振等により農蚕園芸局から農産園芸局に改称。
- 2001年1月6日 - 中央省庁再編により、農林水産省設置法（昭和24年法律第153号）に基づく農林水産省が廃止され、農林水産省設置法（平成11年7月16日法律第98号）に基づく農林水産省となる。これまでの1官房5局（経済局、構造改善局、農産園芸局、畜産局および食品流通局）から1官房4局（総合食料局、生産局、経営局および農村振興局）に再編する。
- 2003（平成15）年7月1日 - 食糧庁を廃止して、消費・安全局を新設するなどの組織再編を行う。
- 2011年9月1日 - 総合食料局を廃止して、食料産業局を新設するなどの組織再編を行う。
- 2015年10月1日 - 政策統括官を新設するなどの組織再編を行う。
- 2021（令和3）年7月1日 - 政策統括官の廃止、畜産局の復活、輸出・国際局の新設などの組織改編を行う。
- 2024（令和6）年4月26日 - 国産野菜シェア奪還プロジェクト推進協議会設立[9]、需要が高まる加工・業務用向けの野菜を中心に国産の利用拡大につなげる。

## 所掌事務
上述の農林水産省設置法第3条に示された任務を達成するため、農林水産省設置法第4条は計87号に及ぶ事務を列記し、所掌させている。具体的には以下などに関することがある。
| - 食料の安定供給の確保に関する政策（第1号） - 農林水産業に係る国土の総合開発および国土調査（第2号） - 農林水産業者の協同組織の発達（第3号） - 所掌事務に係る一般消費者の利益の保護（第4号） - 日本農林規格および農林物資の品質に関する表示の基準（第5号） - 飲食料品および油脂（第6号） - 卸売市場の整備および中央卸売市場の監督（第7号） - 農林水産物市場における取引および商品投資の監督（第8号） - 食品産業一般の発達、改善および調整（第9号） - 食品産業における資源の有効利用（第10号） - 農林水産物の輸出入並びに関税および国際協定（第11号） - 農畜産物（第12号） - 農林水産物の食品としての安全性の確保に関する事務のうち生産過程に係るもの（第14号） - 農作物の作付体系の合理化（第15号） - 農林水産植物の品種登録（第16号） - 家畜の改良および増殖ならびに取引（第17号） - 農地の土壌の改良ならびに汚染の防止および除去（第18号） - 草地の整備（第19号） - 病虫害の防除、家畜の衛生ならびに輸出入に係る動植物および畜産物の検疫（第20号） - 獣医師および獣医療（第21号） - 肥料、農機具、農薬、飼料その他の農畜産業専用物品（第22号） - 農業機械化の促進（第23号） - 中央競馬および地方競馬の監督および助成（第24号） - 農業経営の改善および安定（第25号） - 農業を担うべき者の確保（第26号） - 農業労働（第27号） | - 農業技術の改良･発達および農林漁業従事者の生活に関する知識の普及交換（第28号） - 農地制度（第29号） - 農地の権利移動その他農地関係の調整（第30号） - 農業構造の改善（第31号） - 農業者年金（第32号） - 農業災害補償、森林保険ならびに漁船損害等補償、漁船乗組員給与保険および漁業災害補償（第33号） - 農林水産業および食品産業の金融（第34号） - 株式会社日本政策金融公庫、農林中央金庫、農業信用基金協会、漁業信用基金協会および農水産業協同組合貯金保険機構（第35号） - 農住組合（第37号） - 農山漁村および中山間地域等の振興（第38号） - 豪雪地帯の雪害防除および振興（第39号） - 農業振興地域整備計画（第40号） - 農業生産条件に関する不利を補正するための支援（第41号） - 土地、水その他の資源の農業上の利用の確保（第42号） - 農地の転用（第43号） - 農業水利（第44号） - 交換分合（第45号） - 土地改良事業（第46号） - 農地の保全に係る海岸の管理（第47号） - 農地の保全に係る地すべりおよびぼた山の崩壊の防止事業（第48号） - 農山漁村と都市との交流（第49号） - 市民農園の整備の促進（第50号） - 主要食糧の需給の調整（第51号） - 主要食糧の輸入に係る納付金の徴収（第52号） - 主要食糧の価格（第53号） - 輸入飼料の流通（第54号） - 農産物検査法の規定による農産物の検査（第55号） | - 森林資源（第56号） - 林野の造林および治水、林道の開設（第57号） - 森林経営の監督および助成（第58号） - 保安林（第59号） - 森林病害虫の駆除および予防（第60号） - 林野の保全に係る地すべりおよびぼた山の崩壊の防止事業（第61号） - 国土緑化の推進（第62号） - 木材その他の林産物および加工炭（第63号） - 林業経営（第64号） - 林業技術の改良・発達・普及交換および林業・木材産業改善資金（第65号） - 林業構造の改善（第66号） - 国有林野の管理経営（第67号） - 水産資源の保存および管理（第68号） - 漁業の指導および監督（第69号） - 外国人が行う漁業および水産動植物の採捕の規制（第70号） - 遠洋漁業および沖合漁業に係る漁場（第71号） - 沿岸漁業に係る漁場の保全および持続的な養殖生産の確保（第72号） - 栽培漁業（第73号） - 遊漁船業（第74号） - 水産物（第75号） - 水産業専用物品および氷（第76号） - 水産業経営（第77号） - 水産技術の改良・発達・普及交換および沿岸漁業改善資金（第78号） - 独立行政法人北方領土問題対策協会の行う資金の貸付け（第79号） - 沿岸漁業の構造改善（第80号） - 漁船の建造、登録および検査（第81号） - 漁港（第82号） - 漁港の区域に係る海岸の管理（第83号） - 農林水産業に係る保護増殖事業（第84号） |

## 組織

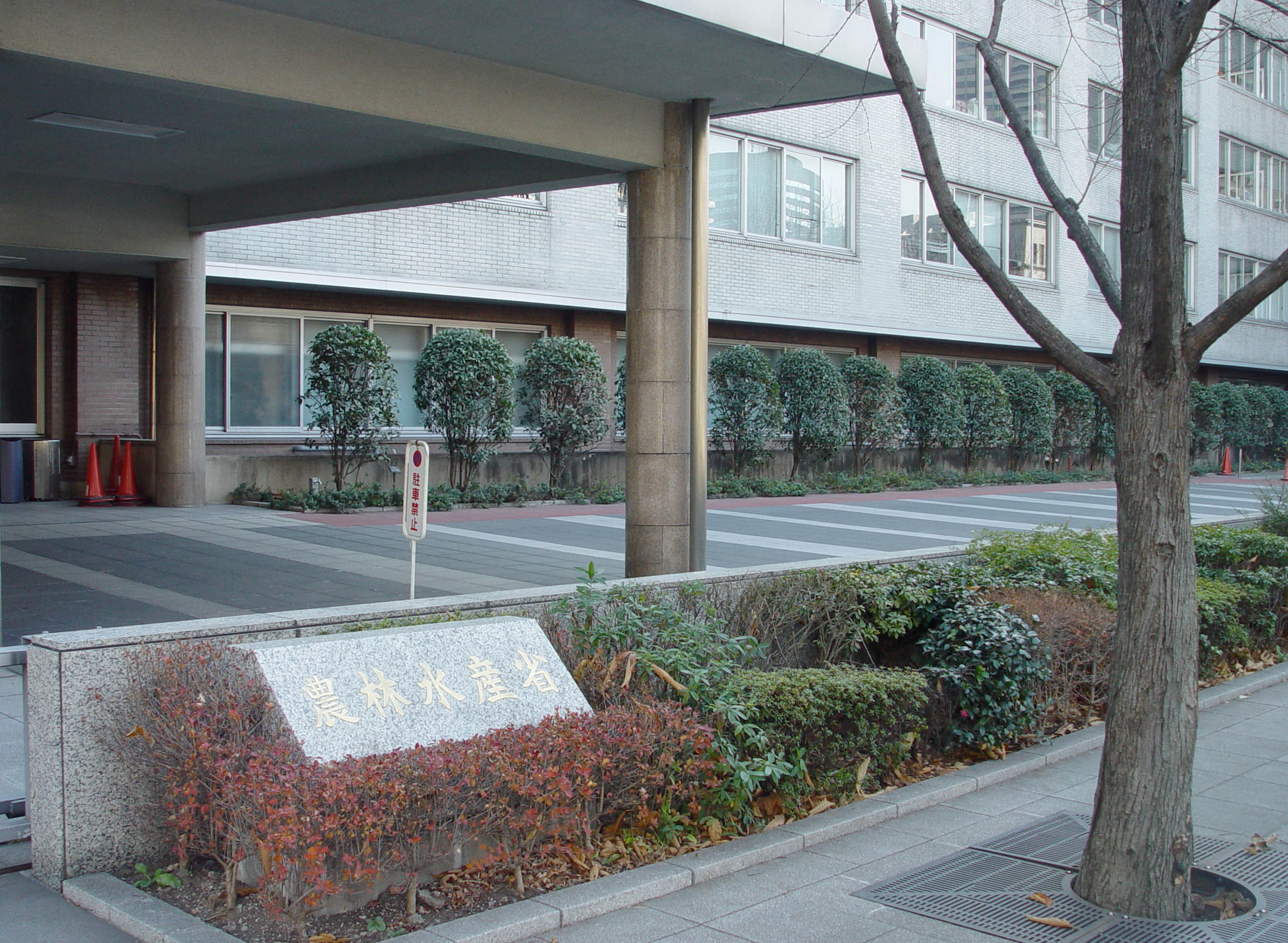
農林水産省庁舎・正面

農林水産省の内部組織は一般的に、法律の農林水産省設置法、政令の農林水産省組織令および省令の農林水産省組織規則が階層的に規定している。

### 幹部
- 農林水産大臣（国家行政組織法第5条、法律第2条第2項）
- 農林水産副大臣（2人）（国家行政組織法第16条）
- 農林水産大臣政務官（2人）（国家行政組織法第17条）
- 農林水産大臣補佐官（1人、必置ではない） （国家行政組織法第17条の2）
- 農林水産事務次官（国家行政組織法第18条）
- 農林水産審議官（法律第5条）
- 農林水産大臣秘書官

### 内部部局
- 大臣官房
  - 秘書課
  - 文書課
  - 予算課
  - 政策課
  - 広報評価課
  - 地方課
  - 環境バイオマス政策課
  - 新事業・食品産業部
    - 新事業・食品産業政策課
    - 食品流通課
    - 食品製造課
    - 外食・食文化課

  - 統計部
    - 管理課
    - 経営・構造統計課
    - 生産流通消費統計課
    - 統計企画管理官

  - 検査・監察部
    - 調整・監察課
    - 検査課

- 消費・安全局 : 食料品に係る消費者保護、農林水産物の生産過程のリスク管理。
  - 総務課
  - 消費者行政・食育課
  - 食品安全政策課
  - 農産安全管理課
  - 畜水産安全管理課
  - 植物防疫課
  - 動物衛生課

- 輸出・国際局 : 輸出関連施策の実行、省横断的に強力に指揮、指導、対外関係や国際協力などの業務の全体的な調整。
  - 総務課
  - 輸出企画課
  - 輸出支援課
  - 国際地域課
  - 国際経済課
  - 知的財産課
  - 参事官

- 農産局 : 農産物の生産・管理。
  - 総務課
  - 穀物課
  - 園芸作物課
  - 地域対策官
  - 地域作物課
  - 農産政策部
    - 企画課
    - 貿易業務課
    - 技術普及課
    - 農業環境対策課

- 畜産局 : 畜産物の生産・管理。
  - 総務課
  - 企画課
  - 畜産振興課
  - 飼料課
  - 牛乳乳製品課
  - 食肉鶏卵課
  - 競馬監督課

- 経営局 : 農業経営安定化、農協、農業構造改善、農業者年金など。
  - 総務課
  - 経営政策課
  - 農地政策課
  - 就農・女性課
  - 協同組織課
  - 金融調整課
  - 保険課
  - 保険監理官

- 農村振興局 : 農山漁村・都市農業の振興、農村景観や土地・水の農業利用の確保、都市農村間の交流（グリーン・ツーリズム）、農業関連資本整備など。
  - 総務課
  - 農村政策部
    - 農村計画課
    - 地域振興課
    - 都市農村交流課
    - 鳥獣対策・農村環境課

  - 整備部
    - 設計課
    - 土地改良企画課
    - 水資源課
    - 農地資源課
    - 地域整備課
    - 防災課

### 審議会等
- 農業資材審議会（法律第6条第1項）
- 食料・農業・農村政策審議会（食料・農業・農村基本法、法律第6条第2項）
- 獣医事審議会（獣医師法、法律第6条第2項）
- 農漁業保険審査会（農業災害補償法、法律第6条第2項）
- 農林物資規格調査会（政令第85条）
- 国立研究開発法人審議会（政令第85条）

### 施設等機関
農林水産省の施設等機関には以下の6区分がある。
- 植物防疫所（法律第8条第1項）
  - 支所・出張所（法律第9条第2項）
  - 横浜植物防疫所（省令第65条）
  - 名古屋植物防疫所（省令第65条）
  - 神戸植物防疫所（省令第65条）
  - 門司植物防疫所（省令第65条）
- 那覇植物防疫事務所（法律第8条第2項）
  - 出張所（法律第10条第2項）
- 動物検疫所
  - 支所・出張所（法律第11条第2項）
- 動物医薬品検査所（政令第87条）
- 農林水産研修所（政令第87条）
- 農林水産政策研究所 （政令第87条）

### 特別の機関
- 農林水産技術会議（法律第12条）
  - 事務局（法律第15条）
  - 研究調整課（技術会議事務局組織規則第1条）
  - 研究企画課
  - 研究推進課
  - 国際研究官
- 食育推進会議（食育基本法第26条）
- 農林水産物・食品輸出本部（農林水産物及び食品の輸出の促進に関する法律第3条）
- 木材利用促進本部（脱炭素社会の実現に資する等のための建築物等における木材の利用の促進に関する法律第25条）

### 地方支分部局
農林水産省の地方支分部局は地方農政局と北海道農政事務所の2区分がある。
- 地方農政局（法律第17条）
  - 事務所・事業所（法律第19条）
- 北海道農政事務所（法律第17条）

#### 地方農政局
- 東北農政局（政令第91条）
- 関東農政局
- 北陸農政局
- 東海農政局
- 近畿農政局
- 中国四国農政局
- 九州農政局

### 外局
- 林野庁（国家行政組織法第3条第2項、法律第23条）
  - 林政部
  - 森林整備部
  - 国有林野部
  - 林政審議会
  - 森林技術総合研修所
  - 森林管理局
- 水産庁（国家行政組織法第3条第2項、法律第23条）
  - 漁政部
  - 資源管理部
  - 増殖推進部
  - 漁港漁場整備部
  - 水産政策審議会
  - 広域漁業調整委員会
  - 漁業調整事務所

## 所管法人
独立行政法人（2024年4月1日現在)
- 主管（計9法人）
  - 農林水産消費安全技術センター
  - 家畜改良センター
  - 農業・食品産業技術総合研究機構（財務省と共管）
  - 国際農林水産業研究センター
  - 森林研究・整備機構
  - 水産研究・教育機構
  - 農畜産業振興機構
  - 農業者年金基金
  - 農林漁業信用基金（財務省と共管）
- 他省庁との共管
  - 水資源機構（経済産業省および国土交通省と共管）
  - 土木研究所（国土交通省と共管）
  - 北方領土問題対策協会（内閣府と共管）

上記のうち農林水産消費安全技術センターは行政執行法人であり、役職員は国家公務員の身分を有する。
特殊法人（2024年4月1日現在)
- 単独主管
  - 日本中央競馬会（JRA）
- 他省庁との共管
  - 日本政策金融公庫（財務省と共管、農林漁業金融の関係による）

特別の法律により設立される民間法人（特別民間法人、計1法人、2023年10月2日現在）
- 全国漁業共済組合連合会

認可法人
- 農水産業協同組合貯金保険機構

地方共同法人
- 地方競馬全国協会

特別の法律により設立される法人（2023年6月14日現在）
- 単独所管（2法人）
  - 全国土地改良事業団体連合会
  - 全国食肉業務用卸協同組合連合会
- 他省庁との共管
  - 日本商品先物取引協会（経済産業省と共管）

## 財政
2024年度（令和6年度）一般会計当初予算における農林水産省所管歳出予算は、2兆933億4425万6千円である。組織別の内訳は農林水産本省が1兆5071億4401万2千円、本省検査指導機関が166億0435万5千円、農林水産技術会議が622億6346万9千円、地方農政局が698億3616万9千円、北海道農政事務所が35億1478万円、林野庁が2857億3633万6千円、水産庁が1482億4513万5千円となっている。本省予算のうち主なものは国産農産物生産基盤強化等対策費3735億2418万4千円、農業農村整備事業費1998億5367万4千円、担い手育成・確保等対策費1823億5411万6千円である。
歳入予算の合計は4855億5975万9千円である。大半は雑収入で4454億0077万7千円となっており、主要なものは日本中央競馬会納付金が3699億7160万9千円、公共事業費負担金が394億2533万4千円となっている。雑収入以外では、国有林野事業収入382億9611万2千円などがある。
農林水産省は、食料安定供給特別会計と国有林野事業債務管理特別会計（林野庁）の2つの特別会計を所管する。また国会、裁判所、会計検査院、内閣、内閣府、デジタル庁、復興庁、総務省、法務省、外務省、財務省、文部科学省、厚生労働省、農林水産省、経済産業省、国土交通省、環境省および防衛省所管の東日本大震災復興特別会計を共管する。

## 職員
一般職の在職者数は2023年7月1日現在で18,156人（男性14,092人、女性4,064人）である。機関別内訳は本省が12,988人（男性9,788人、女性3,200人）、林野庁4,244人（男性3,532人、女性712人）、水産庁924人（男性772人、女性152人）となっている。
2013年3月まで、林野庁の国有林野事業に従事する職員の大半が適用されていた、国有林野事業を行う国の経営する企業に勤務する職員の給与等に関する特例法は、国有林野事業改正に伴い2013年4月から廃止されたため、現在では特別職を除く、全員が一般職給与法が適用される。
行政機関職員定員令に定められた農林水産省の定員は特別職1人を含めて19,583人である。本省および各外局別の定員は省令の農林水産省定員規則に定められており、本省13,884人、林野庁4,672人、水産庁1,027人と規定している。
2024年度の一般会計の予算定員は特別職が7人、一般職が19,391人の計19,398人である。これとは別に特別会計の予算定員として食料安定供給特別会計で178人（本省123人、水産庁22人、地方農政局33人）。東日本大震災復興特別会計で13人（地方農政局10人、林野庁3人）が措置されている。国有林野事業債務管理特別会計は、整理会計のためとして定員の措置はされていない。一般会計予算定員の機関別内訳は以下の通りである。
- 農林水産省本省 - 3,867人（うち、特別職7人）
- 農林水産本省検査指導機関 - 1,760人
- 農林水産技術会議 - 181人
- 地方農政局 - 7,469人
- 北海道農政事務所 - 447人
- 林野庁 - 4,669人
- 水産庁 - 1,005人

農林水産省の一般職職員は非現業の国家公務員なので、労働基本権のうち争議権と団体協約締結権は国家公務員法により認められていない。団結権は認められており、職員は労働組合として、国家公務員法の規定する「職員団体」を結成し、若しくは結成せず、又はこれに加入し、若しくは加入しないことができる（国家公務員法第108条の2第3項）。従前は、林野庁の国有林野事業職員は、団体協約締結権も認められていた。これは国有林野事業職員が現業職員であるゆえに、非現業の職員と異なる公務員法によって規律されているためであったが、国有林野の改正により、労働組合法と特労法の適用から国家公務員法の適用となったため、現在は団体協約締結権はなくなった。国有林野は、かつて5現業といわれたものの最後であった。
2023年3月31日現在、人事院に登録された職員団体の数は単一体2、支部197となっている。組合員数は8510人、組織率は57.5%となっている。この組織率は12府省2院の中で最高である。2位の厚生労働省を1.9ポイント上回り、全体平均の33.4%より24.1ポイント高い。職員団体は全農林労働組合と全国林野関連労働組合（林野労組）である。全農林は国有林野事業を除いた省関係機関全体に組織を置き、林野労組は国有林野事業の職員および作業員から構成されている。加盟産別は、前者は国公関連労働組合連合会（略称:国公連合）、後者は全日本森林関連産業労働組合連合会（森林労連）で、どちらも連合の構成組織である。また全農林は国公連合を介して、林野労組は直接、連合系の官公労協議会である公務公共サービス労働組合協議会（公務労協）に加盟している。

## DX
従来は農家の申請は紙の書類が基本であり、1つの手続きに必要な書類の厚さは50cmにも達していた。このような紙に依存した業務を見直しデジタルトランスフォーメーションを勧めるため、2019年に事務次官直轄の「デジタル戦略グループ」が発足し、ITに精通した若手官僚を中心に改革が進められた。
2000年代初頭に電子政府計画時にも、25億円以上の予算で電子申請システムを整備したが、職員側の知識が不足しており書類による事務から脱却することができず、ベンダーに丸投げした結果、使いにくい仕様となり、2008年度時点で利用率が0.09%などほぼ使われない状態であった。このような反省を踏まえ、デジタル戦略グループのメンバーが応用情報技術者試験やプロジェクトマネージャ試験を受けて資格を取得するなど研鑽を積むなどしてベンダーと高度な対話が可能となったことで使いやすいシステムの開発が可能となり、2021年4月には約3000ある手続きの3分の1をオンライン化した「農林水産省共通申請サービス（eMAFF）」の運用が開始された。
省内ではプログラミングに詳しくない一般職員でも、オンライン申請用の画面を構築できる仕組みと操作の研修を行うなど、現在では霞が関で最もデジタル改革が進んでいるとされる。

## 広報
農林水産省が編集する白書には『食料・農業・農村白書』、『森林・林業白書』および『水産白書』があり、それぞれ、食料・農業・農村基本法、森林・林業基本法および水産基本法の規定により、毎年、政府が国会に提出する報告書および今後の施策文書を収録している。たとえば、『食料・農業・農村白書』は食料・農業・農村基本法第14条に定められた「食料、農業及び農村の動向並びに政府が食料、農業及び農村に関して講じた施策に関する報告」と「食料、農業及び農村の動向を考慮して講じようとする施策を明らかにした文書」が収録される。森林・林業白書と水産白書も同様である。また、これらの報告書・文書は対応する審議会の意見を聴いて作成しなければならず、食料・農業・農村は食料・農業・農村政策審議会が、森林・林業は林政審議会が、水産は水産政策審議会がの役割を担う。
定期刊行の広報誌としては、農林水産本省の「aff（あふ）」、林野庁の「林野」、水産庁の「漁政の窓」がそれぞれ月刊で刊行されている。
ウェブサイトのURLのドメイン名は「www.maff.go.jp」。ほかに林野庁は「www.rinya.maff.go.jp」、水産庁は「www.jfa.maff.go.jp」、農林水産技術会議は「www.s.affrc.go.jp」と、独自のドメイン名を持つ。
省の公式YouTubeチャンネルとして「maffchannel」を有しており、大臣記者会見などを流しているが、これと別に「食、地方の魅力を伝えるSNS発信プロジェクト」としてYouTubeチャンネル「BUZZ MAFF」（ばずまふ）を2020年1月7日に立ち上げた。これは当時の農林水産大臣の江藤拓の「ネットを使った日本の魅力を若い世代に世界中に発信したい」という発案によるもので、地方農政局職員を含む若手職員14チーム69人が日常業務の一環として発信を続けている。

## 幹部職員
一般職の幹部職員は以下のとおりである（2025年7月1日現在）
- 事務次官：渡邊毅
- 農林水産審議官：渡邉洋一
- 大臣官房長：宮浦浩司
  - 総括審議官：押切光弘
  - 総括審議官（新事業・食品産業）：河南健
  - 技術総括審議官：堺田輝也
  - 危機管理・政策立案総括審議官：中澤克典
  - 公文書監理官兼サイバーセキュリティ・情報化審議官：伊藤優志
  - 輸出促進審議官（兼輸出・国際局）：三野敏克
  - 生産振興審議官（兼農産局）：佐藤紳
  - 審議官（技術・環境）：西経子
  - 審議官（兼消費・安全局）：坂田進
  - 審議官（兼消費・安全局、兼輸出・国際局）：木下雅由
  - 審議官（兼輸出・国際局、交渉総括）：平中隆司
  - 審議官（兼輸出・国際局・新事業・食品産業）：笹路健
  - 審議官（兼畜産局）：関村静雄
  - 審議官（兼経営局）：岩間浩
  - 審議官（兼経営局）：神田宜宏
  - 審議官（兼農村振興局）：山本泰司
  - 参事官（環境、兼輸出・国際局）：萩原英樹
  - 参事官（兼消費・安全局、兼輸出・国際局）：尾﨑道
  - 検査・監察部長：大島英彦
  - 統計部長：深水秀介
  - 新事業・食品産業部長：高橋一郎
  - 農林水産政策研究所長：倉重泰彦
    - 農林水産政策研究所次長：八百屋市男
- 消費・安全局長：坂勝浩
- 輸出・国際局長：杉中淳
- 農産局長：山口靖
  - 農産政策部長：山口潤一郎
- 畜産局長：長井俊彦
- 経営局長：小林大樹
- 農村振興局長：松本平
  - 農村振興局次長：青山健治
  - 農村政策部長：河村仁
  - 整備部長：石川英一
- 農林水産技術会議事務局長：堺田輝也
  - 研究総務官：東野昭浩
  - 研究総務官：佐藤夏人
- 東北農政局長：菅家秀人
- 関東農政局長：安東隆
- 北陸農政局長：植野栄治
- 東海農政局長：秋葉一彦
- 近畿農政局長：志知雄一
- 中国四国農政局長：郷達也
- 九州農政局長：緒方和之
- 北海道農政事務所長：小島吉量
- 林野庁長官：小坂善太郎
  - 林野庁次長：谷村栄二
  - 林政部長：清水浩太郎
  - 森林整備部長：齋藤健一
  - 国有林野部長：長﨑屋圭太
  - 北海道森林管理局長：関口高士
  - 東北森林管理局長：箕輪富男
  - 関東森林管理局長：松村孝典
  - 中部森林管理局長：森谷克彦
  - 近畿中国森林管理局長：上口直紀
  - 四国森林管理局長：田中晋太郎
  - 九州森林管理局長：眞城英一
- 水産庁長官兼漁業取締本部長：藤田仁司
  - 水産庁次長：信夫隆生
  - 漁政部長：髙橋広道
  - 資源管理部長：魚谷敏紀
    - 審議官：福田工

  - 増殖推進部長：福島一
  - 漁港漁場整備部長：中村隆

## 関連紛争・諸問題

### 関連紛争
- 食糧管理制度（1995年廃止・食糧法施行） - ミニマム・アクセス - 日米貿易交渉 (2018年-2019年) - 主要農作物種子法（通称・種子法、2018年廃止） - 日本のTPP交渉及び諸議論（ISDS条項等を参照） - 日米貿易協定（2020年）[24]
- 減反政策（1970年開始 - 2018年廃止）[注釈 6] - 米不足 - 平成の米騒動（1993年） - 政府備蓄米（1995年食糧法施行） - SBIグループ主導による米穀指数先物取引「堂島コメ平均」上場（2024年8月） - 令和の米騒動（2024年8月）
- 年次改革要望書にみるJA（JA共済及び農林中金）の解体（郵政民営化も参照）[26] - カーギル社（穀物メジャー）[注釈 7]
- 改正種苗法（2020年の一部改正）[29]
- 遺伝子組み換え農産物 - グリホサート含有除草剤ラウンドアップ問題（モンサント社：現在はバイエル社に統合し消滅）[注釈 8] - ゲノム編集農産物[30] - 日米経済調和対話
- 捕鯨問題 - 中国漁船サンゴ密漁問題（水産庁）

### 不祥事等
- BSE問題
- 緑資源機構談合事件
- ミートホープ食肉偽装事件
- 事故米不正転売事件（事故米穀不正転売事件）
- 情報漏洩[31][注釈 9]。
- 李春光事件（農水省の機密文書漏洩疑惑が指摘されている事件）
- 河井夫妻選挙違反事件に関わる鶏卵汚職事件

### その他
- 農水省オウムソング事件